# Labeotropheus fuelleborni
Pour les articles homonymes, voir M'Buna.
Espèce
Statut de conservation UICN

 LC  : Préoccupation mineure
Répartition géographique
Labeotropheus fuelleborni est une espèce de cichlidé originaire et endémique du lac Malawi, en Afrique de l'Est.

## Variétés géographiques
Liste non exhaustive des localités de pèches:
- Labeotropheus fuelleborni "Chidunga Rocks"[1],[2],[3]
- Labeotropheus fuelleborni "Chimwalani Reef" ("Eccles Reef")[1],[2],[3]
- Labeotropheus fuelleborni "Chinyamwezi Island"[1],[2],[3]
- Labeotropheus fuelleborni "Chinyankwazi Island"[1],[2],[3]
- Labeotropheus fuelleborni "Chipoka"[1],[2],[3]
- Labeotropheus fuelleborni "Chiwi Rocks"[1],[2],[3]
- Labeotropheus fuelleborni "Chizumulu Island"[1],[2],[3]
- Labeotropheus fuelleborni "Katale Island"[1],[2],[3]
- Labeotropheus fuelleborni "Linganjala Reef"[1],[2],[3]
- Labeotropheus fuelleborni "Makanjila Point"[1],[2],[3]
- Labeotropheus fuelleborni "Mbenji Island"[1],[4],[2],[3]
- Labeotropheus fuelleborni "Nakantenga"[1],[2],[3]
- Labeotropheus fuelleborni "Gome"[2],[3]
- Labeotropheus fuelleborni "Hora Mhango"[2],[3]
- Labeotropheus fuelleborni "Likoma Island"[2],[3]
- Labeotropheus fuelleborni "Makanjila Point"[2],[3]
- Labeotropheus fuelleborni "Makonde"[2],[3]
- Labeotropheus fuelleborni "Manda"[2],[3]
- Labeotropheus fuelleborni "Mbako Point"[2],[3]
- Labeotropheus fuelleborni "Minos Reef"[2],[3]
- Labeotropheus fuelleborni "Thumbi West Island"[2],[3]
- Labeotropheus fuelleborni "Zimbawe Rock"[2],[3]

## Description

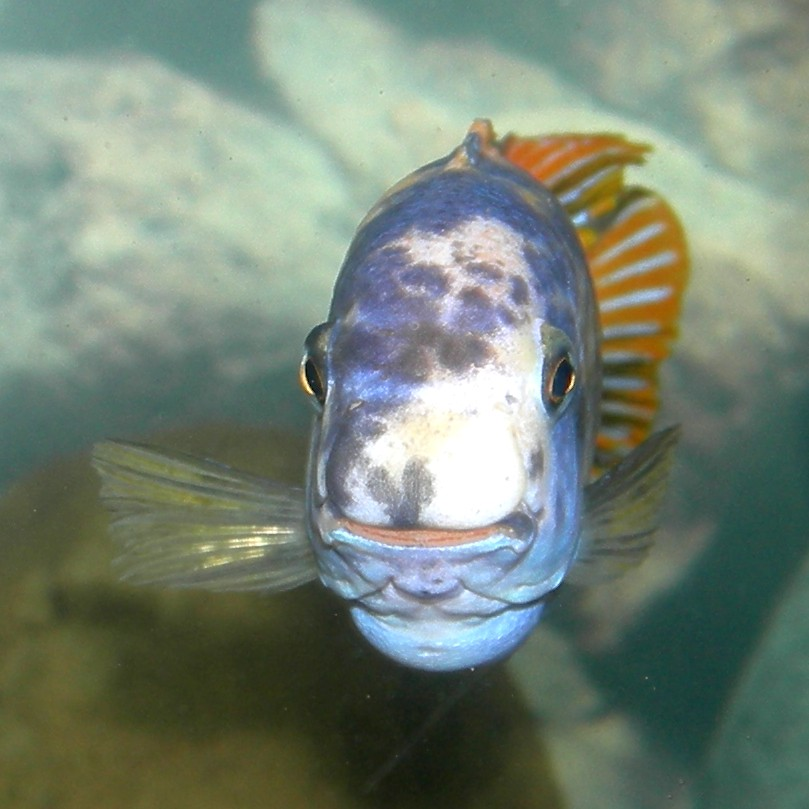
Vue de face

Il mesure 12 cm de longueur et les femelles sont légèrement plus petites. La lèvre supérieure est proéminente et munie de fines dents destinées au raclage des algues sur les roches.

## Dimorphisme
Tous les mâles sont de couleur bleue (voir photo) avec des striures verticales plus sombres sur le corps, et des mouchetures jaune vif sur la nageoire anale. Les femelles, en revanche, sont polymorphes, de deux types : soit une robe semblable à celle du mâle en plus terne, soit des mouchetures brunes sur fond ocre (voir photo).

## Reproduction
En aquarium, la reproduction est assez facile mais l'élevage des jeunes plus malaisé. L'incubation est buccale, la femelle prête à pondre laisse apparaître une papille génitale blanche. Un jeune va mettre une année entière pour être en âge de se reproduire.

## Croisement, hybridation, sélection
Il est impératif de maintenir cette espèce et le genre Labeotropheus seul ou en compagnie d'autres espèces, d'autres genres, mais de provenance similaire (lac Malawi), afin d'éviter toute facilité de croisement. Le commerce aquariophile a également vu apparaitre un grand nombre de spécimens provenant d'Asie notamment et aux couleurs variées ou albinos, dues à la sélection, à l'hybridation ou autres procédés.

## Galerie

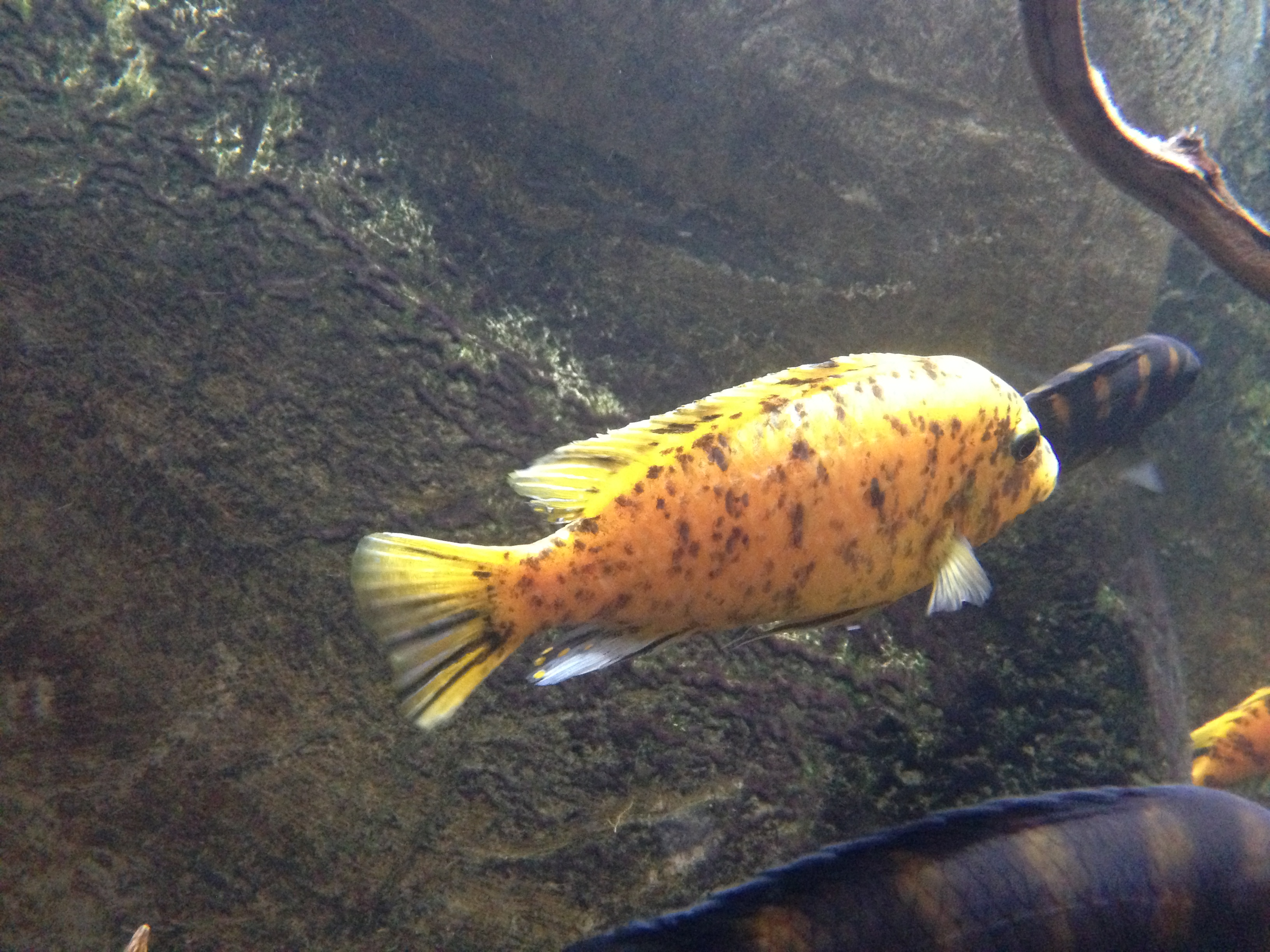
Femelle "OB" (orange blotch)
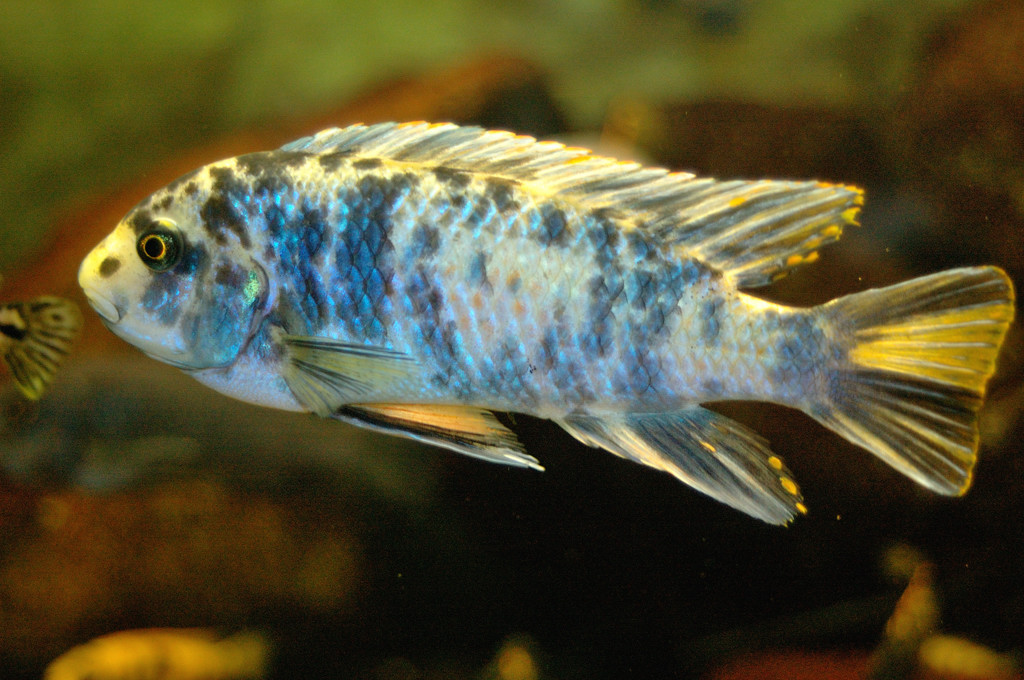
Mâle "OB" (orange blotch)
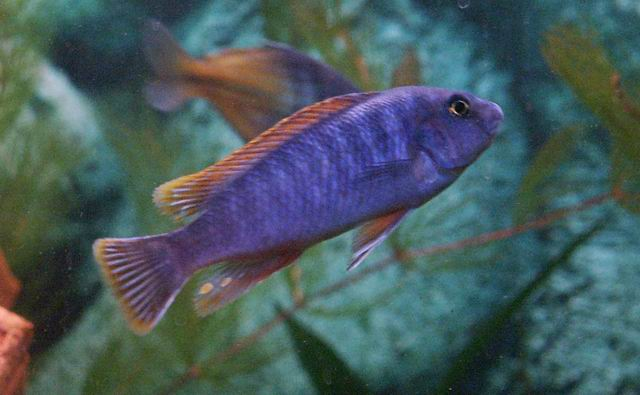
Labeotropheus fuelleborni mâle